# Зелёный ибис
Зелёный ибис (лат. Bostrychia olivacea) — вид птиц из семейства ибисовых (Threskiornithidae). Имеются четыре подвида.

## Описание
Зелёный ибис достигает в длину 65—75 см в зависимости от подвида. Самка меньше самца. У взрослой птицы глянцевое зеленовато-чёрное тело, бледно-зелёные ноги, на морде есть голые участки серой кожи.
Неполовозрелая особь намного более тусклая, но может быть отличена от похожего на неё глянцевого ибиса, так как больше и обладает более короткими ногами и более широкими крыльями.
Зелёный ибис, как и другие ибисы, летит с вытянутой шеей. Его полёт более тяжёлый и с меньшим скольжением[неизвестный термин].

## Питание
Зелёный ибис питается рыбой, лягушками и другими водными животными, а также насекомыми.